# Shell Shock (opera)
Shell Shock is een opera gecomponeerd door Nicholas Lens en met een Engelstalig libretto van Nick Cave. De opera werd uitgegeven door Mute Song te Londen.
De hoofdpersonages van deze opera zijn, naast de angstaanjagende Engelen des Doods ("Wij drinken adem") voornamelijk de stille slachtoffers van oorlog, zoals de moeder, de weeskinderen, de onbekende soldaat, de koloniale soldaat, de doden, de vermisten, de deserteur, de overlever, etc. De personages vervallen in andere personages en helpen elkaar om elk hun individueel verhaal te vertellen.
Shell Shock is het eerste operalibretto van de artiest Nick Cave. Dit libretto wordt beschreven als uiterst expliciet en voor een opera zeer ongewone teksten zoals (in Canto of the Mother) Fuck God – Fuck the Flag.

## Premières
De wereldpremière van Shell Shock vond plaats op 24 oktober 2014. Het werk was in opdracht geschreven voor en uitgevoerd door de Brusselse Koninklijke Muntschouwburg. Het Symfonieorkest en het Koor van de Munt, met Saténik Khourdoian als concertmeester, werd gedirigeerd door Koen Kessels. Voor deze eerste opvoering werkten regisseur en choreograaf Sidi Larbi Cherkaoui en podium- en video-ontwerper Eugenio Szwarcer samen. Zij gebruikten hiervoor hedendaagse dansers van Cherkaoui’s dansgroep Eastman. Zij stonden de vocale solisten bij in het in beeld brengen van de traumatische effecten die oorlog op een individu kan hebben. Deze wereldpremière werd uitgezonden door de Frans-Duitse cultuurzender ARTE.

## Rolverdeling
| Role                                                   | Stemsoort         | Première cast, 24 oktober 2014 (dirigent: Koen Kessels) |
| ------------------------------------------------------ | ----------------- | ------------------------------------------------------- |
| De Moeder, De Engel des Doods, De Echtgenote           | mezzosopraan      | Sara Fulgoni                                            |
| De Koloniale Soldaat, De Overlever                     | bas/bariton       | Mark S. Doss                                            |
| De Onbekende Soldaat, De Soldaat, De Deserteur         | tenor             | Ed Lyon                                                 |
| De Vermisten, De Soldaat, De Deserteur                 | contratenor       | Gerald Thompson                                         |
| De Verpleegster, De Engel des Doods                    | coloratuursopraan | Claron McFadden                                         |
| De Weeskinderen, De Kindsoldaten, De Kinderen          | Jongenssopraan    | Gabriel Kuti, Gabriel Crozier, Theo Lally               |
| De Mensen, De Massa, De Soldaten, De deserteurs, koor. |                   |                                                         |

## Instrumentatie
Deze zangers worden ondersteund door een orkest bestaande uit 3 fluiten (verdubbeling op piccolo, verdubbeling op altfluit en basfluit), twee hobo’s (1 Engelse hoorn), 3 klarinetten (1 basklarinet), 2 fagotten (1 basfaggot), 2 Franse hoorns, 3 trompetten (1 flügelhorn), 3 trombones (1 bastrombone, 1 tuba, pauken), 3 percussionisten, harp, piano, en strijkorkest. Het werk vereist ook een vierstemmig koor.

## Synopsis
- I. Canto of the Colonial Soldier: A un ritmo moderato marcia, reale cerimoniale / Anthem del soldato coloniale - Con solennità quasi religiosa / Con una tensione ansiosa quasi costante / Anthem del soldato coloniale - Con solennità quasi religiosa
- II. Canto of the Soldier: Rapidamente e ritmicamente - come una respirazione rapida / Marciale grazioso / Attacco di sorpresa! - come un turbine che passa / è di nuovo calmo
- III. Canto of the Nurse: Largo di tristezza e grande passione interiore
- IV. Canto of the Deserter: Minuetto macabro / Violenta marcia / Piu aggressivo / Molto violente e caotico /Al ritmo di una brutale marcia/ Movimento fragile / Movimento con passione incontrollabile / Movimento fragile
- V. Canto of the Survivor part 1: Largo movimento con passione manifesta
- VI. Canto of the Angels of Death: A un ritmo moderato marcia, reale cerimoniale
- VII. Canto of the Survivor part 2: Danza della tragedia / Largo movimento con passione manifesta
- VIII.  Canto of the Fallen: Danza turbolenta e macabra / Lirico, con tristezza poetica / Con splendore regale
- IX. Canto of the Missing: Tempo comodo con una tensione latente / Meditativa, come se fosse stato intossicato dalla marijuana un pochino piu veloce (qualcosa dal nulla nulla)
- X. Canto of the Unknown Soldier: Senza misura (la durata e determinata dal Direttore d'Orchestra)/ Calmo, ma con una grande tensione latente / Piu grande / Con una falsa tranquillita con una grande tensione latente - Esaltate e grande
- XI. Canto of the Mother: Atmosfera narcotica/ Tranquillo e quieto, ma con tensione di fondo
- XII. Canto of the Orphans: Stato di trance / Un pochino più veloce (qualcosa dal nulla)[19]